# 圖書館選址
圖書館選址是指在選擇設立一間圖書館的地點時所需要注意的事項。相較於其他的建築物，圖書館具有特殊性及指標性，主體為公共事業與服務的基地，會隨著時間、科技發展與社會而變動的專業，因此圖書館在選址時，需要更多方考量藏書、管理者與讀者等關係。

## 圖書館選址原則
圖書館在選址時最先要考量到所服務的對象，一般面向各個年齡層市民的公共圖書館，易於抵達的交通便利性為最優先考量，同時兼顧座落清靜，場地寬敞，光線充足及動線靈活，以期能讓更多的民眾前往使用。專有服務對象的如大學圖書館，最適宜的設立位置為該大學的中心地區，再來是靠近宿舍的地區，如此一來從學校的各個角落要到圖書館，或者是回宿舍的路上便於經過，以期望能夠提高圖書館的使用率。而不同的學齡層則優先考量學生的活動區域，高中以下多以大禮堂或活動中心為首要選擇附屬設置的建築。

## 基地環境與條件
圖書館的籌建歷程包含了構想期、規劃期、興建期、裝修（或遷館）期與營運準備期，少則5年內，多則超過10年，除非遇到任何重大因素，籌建開始就要為啟用作準備。
土地取得之前，第一階段為建築構想書，由建築本體構想分析現況及問題點，環境影響評估，土地取得的可行性及建築物體面積大小，目的及預期效益等實施的方法，關於經費概估及經費分配年度，組織籌建委員會成員。地域考量方面，圖書館建築因其面積以及收藏文化資產等因素，基地的位置需以地質專業鑒定避免斷層帶，地下水的水位是否容易造成過於潮濕，選擇地勢較高不因下雨而積淹水土質地質良好的地區。此外考量書籍的脆弱性，應盡量避免選擇空氣或水源酸鹼度不平衡的地區。
第二階段為建築規劃設計書。任何一處的建築基地位置、地形、地物、地貌等環境條件均不相同，分析限制條件的同時必能發覺有利條件，建築基地均有暗示性、有利性及必然性，釐清這些條件差異，並提供給圖書館建築決策者參考，更能有效於研擬具有共識的建築設計條件。另外當基地建築區位確定後，建築外部之高度限高、建物的量體如何不會壓迫周遭環境、外觀能否規劃成為景觀建築、場域綠化，環保與可再生能源等的考量，需依據地區環境規劃的建築設計準則。而建築內部軟硬體隨時間的現代化及資訊化，計畫空間總藏書量30年內的收藏，若要擴建或遷建的彈性研擬，圖書館員以及讀者的意見都要一併考量，圖書館管理的哲學反映在建築的設計上，在此階段盡可能的溝通討論完善。

## 延伸閱讀
- 吳可久-第十九單元建築基地與環境 （页面存档备份，存于）
- 楊美華-大學圖書館建築規劃的省思 （页面存档备份，存于）
- 圖書館設計未來之走向：以英國卡萊爾市立圖書館為例 （页面存档备份，存于）
- 環境資訊中心-圖書館選址爭議擴大 （页面存档备份，存于）